# Onze-Lieve-Vrouw Hemelvaartkerk (IJzendijke)

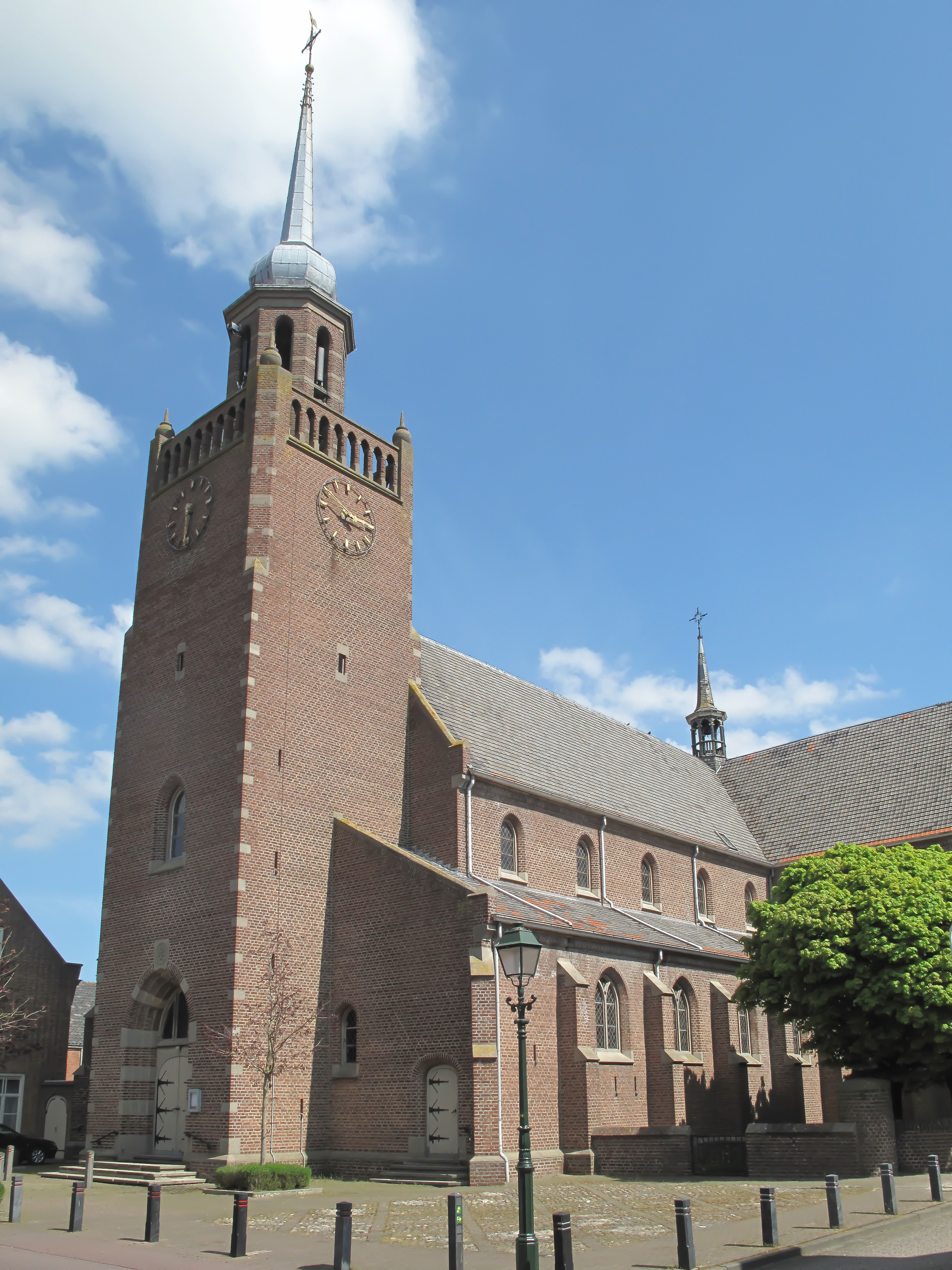
Onze-Lieve-Vrouw Hemelvaartkerk

De Onze-Lieve-Vrouw Hemelvaartkerk is de voormalige parochiekerk in het stadje IJzendijke, gelegen in west Zeeuws-Vlaanderen.

## Geschiedenis
Vanaf 1701 konden de katholieken in IJzendijke gebruik maken van een schuurkerk, die in 1720 en 1776 door een groter exemplaar vervangen werd. In 1824 werden plannen gemaakt voor een volwaardig nieuw kerkgebouw, compleet met koepeltoren, die sterk leken op die voor de nieuwe Joannes de Doperkerk in Sluis (1823-1830). De plannen werden echter niet uitgevoerd, en pas op 27 mei 1841 kon een nieuwe kerk in gebruik genomen worden, waarvoor op 25 maart 1840 de eerste steen was gelegd. Dit was een waterstaatskerk, gebouwd naar een ontwerp van ingenieur L. Rijsterborgh (1803-1864) uit Breskens, dat na diens vertrek door zijn opvolger D.J. Santijn Schovel was gewijzigd. Het gebouw is nadien in de loop der jaren regelmatig uitgebreid, en wel in 1869 met een nieuw koor, in 1913 met een nieuwe toren, en in 1929 met een nieuwe kapel. Eind 1944 werd deze kerk verwoest ten gevolge van de Slag om de Schelde.
Tot 1951 werd vervolgens gebruik gemaakt van een noodkerk en in dat jaar werd een nieuwe kerk in gebruik genomen, naar ontwerp van J. de Lint.
Het betreft een driebeukige bakstenen kruiskerk met halfingebouwde vierkante toren waarboven een balustrade en bekroond met een smalle achthoekige lantaarn met daarop een kenmerkende spits. De kerk is gebouwd in traditionalistische stijl, met steunberen en een vieringtorentje. De kerk heeft een vijfzijdig afgesloten koor.
In 2017 werd de kerk onttrokken aan de eredienst vanwege teruglopend kerkbezoek, en sindsdien kerken de IJzendijkse katholieken in de Mauritskerk, die daarmee tot simultaankerk is geworden.